# Categoria social
Categoria social é um conjunto de agentes, que, embora tenham diferentes origens de classe, são capazes de atuar politicamente como uma unidade e de maneira  relativamente autônoma com respeito aos interesses das classes de que se originam.
Poulantzas, ao tomar como principal referência a  burocracia dos funcionários do Estado, defende que as categorias sociais podem configurar-se como uma unidade, dada a sua relação com os aparatos de Estado e com a ideologia. Seu papel principal, segundo o autor, consiste em assegurar o funcionamento do aparelho de Estado e da ideologia dominante.  Ainda segundo o autor, a burocracia estatal, como categoria social relativamente "unificada", serve à classe dominante, não em razão das suas origens de classe (que variam), nem por eventuais relações pessoais com a classe dominante, mas por uma unidade interna que deriva de sua função de atualização do papel objetivo do Estado - papel que, em seu conjunto, responde aos interesses da classe dominante. Ainda de acordo com Poulantzas, o mesmo se aplica ao grupo  comumente designado como intelectuais, cujo papel social principal seria o funcionamento da ideologia.